# Markowo (obwód Stara Zagora)
Markowo (bułg. Марково) – wieś w południowej Bułgarii, w obwodzie Stara Zagora, w gminie Bratja Daskałowi. Według danych Narodowego Instytutu Statystycznego, 31 grudnia 2011 roku wieś liczyła 47 mieszkańców.